# Horst Stephan (Theologe)

Professor Horst Stephan, 1873–1954, systematischer Theologe

Horst Emil Stephan (* 29. August 1873 in Sayda; † 9. Januar 1954 in Leipzig) war ein protestantischer Theologe und Publizist.

## Leben
Als jüngstes von vier Kindern erwarb Stephan 1893 am Sächsischen Landesgymnasium Sankt Afra das Abitur und studierte von 1894 bis 1898 an der Universität Leipzig Theologie und Philosophie. 1898 bestand er das Erste Staatsexamen und im Jahr 1900 das Zweite Staatsexamen in Dresden sowie die theologische Lizentiatenprüfung. Von 1898 bis 1899 war er zudem Hilfsredakteur der Zeitschrift Christliche Welt in Frankfurt am Main. Seine Referendariatszeit verbrachte er am Christian-Weise-Gymnasium in Zittau. Von Ostern 1902 bis Ostern 1907 unterrichtete er am Königin-Carola-Gymnasium in Leipzig.
Nach erfolgter Habilitation wurde er bereits 1906 von der Theologischen Fakultät der Universität Leipzig zum Privatdozenten für Kirchengeschichte ernannt. 1907 erhielt er eine Privatdozentur für Systematische Theologie und Neuere Kirchengeschichte an der Universität Marburg. Dort wurde er 1914 außerordentlicher und 1919 ordentlicher Professor für Systematische Theologie. Ab 1922 lehrte er Dogmatik und Systematische Theologie in Halle und ab 1926 Systematische und Historische Theologie an der Universität Leipzig. Von 1931 bis 1932 war er Dekan der Theologischen Fakultät der Universität Leipzig.
Stephan stand in enger Verbindung mit Martin Rade, dem Herausgeber der „Christlichen Welt“. In den zwanziger und dreißiger Jahren verfasste er mehrere theologische Lehrbücher (insbesondere eine „Glaubenslehre“), die weite Verbreitung fanden. Seit 1920 war er Herausgeber der Zeitschrift für Theologie und Kirche; auch gehörte er zum Herausgeberkreis der zweiten Auflage des Handwörterbuches „Religion in Geschichte und Gegenwart“.
Stephan zählt zu den Mitbegründern der Gesellschaft für Kirchengeschichte.
Aus der 1902 mit Hedwig Mayer, einer Tochter des Juristen Otto Mayer, geschlossenen Ehe gingen zwei Kinder hervor.

## Werke
- Die Lehre Schleiermachers von der Erlösung., Dissertationsschrift, Tübingen 1901
- Herder in Bückeburg und seine Bedeutung für die Kirchengeschichte. Tübingen 1905
- Luther in den Wandlungen seiner Kirche. Gießen 1907
- Der Pietismus als Träger des Fortschritts in Kirche, Theologie und allgemeiner Geistesbildung. Tübingen 1908
- Die heutigen Auffassungen vom Neuprotestantismus. Gießen 1911
- Religion und Gott im modernen Geistesleben. Tübingen 1914
- Glaubenslehre. Gießen 1921.
- Der Protestantismus auf dem Wege zur Einheit. Berlin 1924
- Sittliche Lebensanschauungen der Gegenwart. (Hrsg.) Leipzig, Berlin 1924
- Die systematische Theologie. Halle 1928.
- Geschichte der evangelischen Theologie seit dem deutschen Idealismus. Berlin 1938.
- Glaubenslehre ; Der evangelische Glaube u. sein Weltverständnis. Berlin 1941.
- Luther in den Wandlungen seiner Kirche. Berlin 1951.